# Lód XI

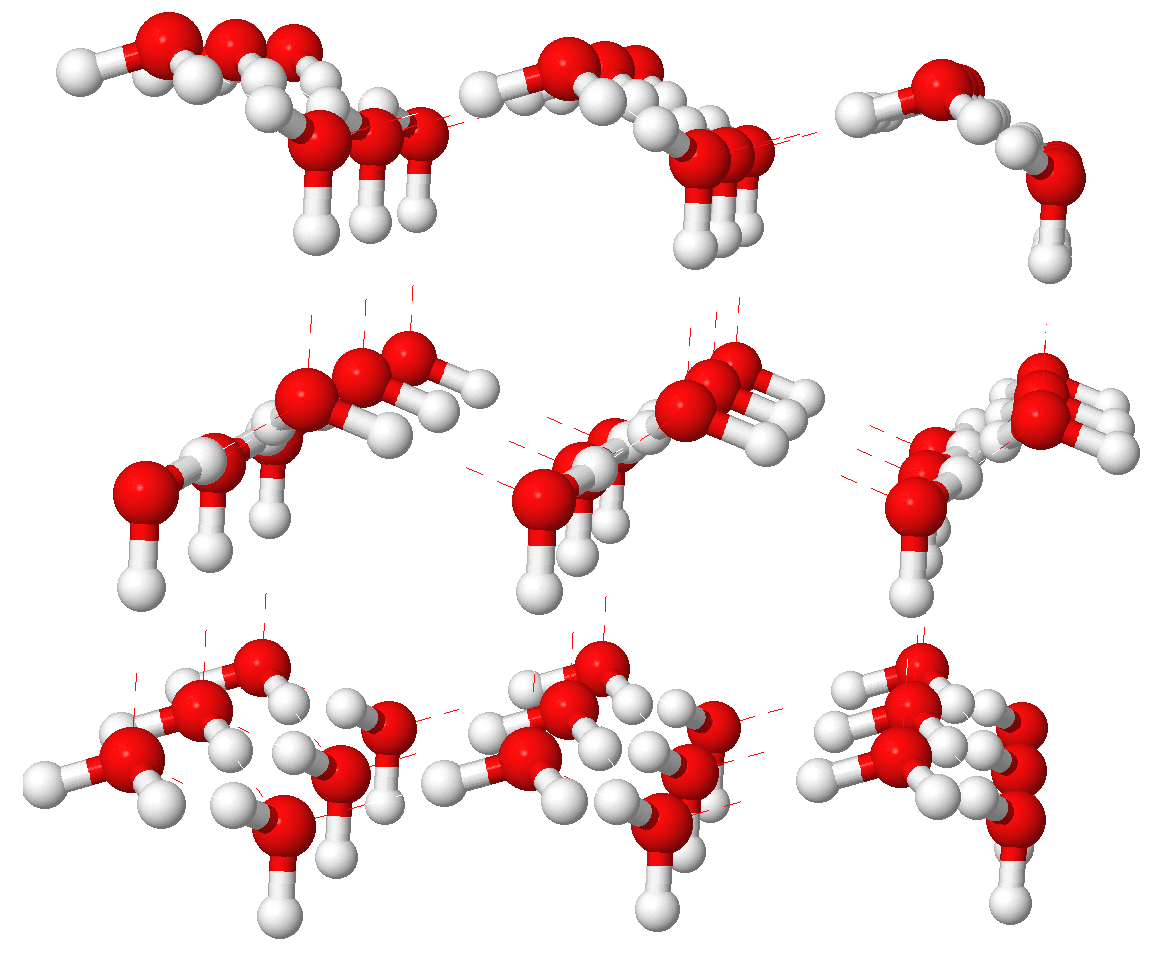
Struktura krystaliczna lodu XI

Diagram fazowy wody w szerokim zakresie ciśnień

Lód XI – rombowa odmiana lodu, stabilna pod ciśnieniem niższym od ok. 200 MPa i w bardzo niskiej temperaturze (poniżej -201 °C).

## Charakterystyka
Sieć krystaliczna takiego lodu przypomina heksagonalny lód Ih, najczęściej spotykany w warunkach ziemskich, jednak różni się od niego uporządkowaniem przestrzennym wiązań wodorowych. Uporządkowanie tych wiązań zmniejsza entropię i sprawia, że układ przechodzi do stanu o energii wewnętrznej niższej o ok. 1/6 w porównaniu ze „zwykłym” lodem heksagonalnym, a zatem stabilniejszej termodynamicznie. Lód ten jest w swojej naturze antyferroelektryczny, ale laboratoryjnie wytworzone kryształy zawierają małe, przeciwnie spolaryzowane domeny (obszary o niezerowej spontanicznej polaryzacji), ze względu na trudność w wytworzeniu dużych monokryształów. Lód ten różni się od lodu Ih także widmem ramanowskim.
Lód XI posiada punkt potrójny z lodem Ih i wodą w stanie gazowym (72 K, ~0 Pa).

## Występowanie
Lód XI reprezentuje najbardziej stabilną konformację lodu Ih i możliwa jest naturalna, choć bardzo powolna przemiana fazowa w tę odmianę. Z tego powodu naukowcy poszukiwali naturalnie występującego na Ziemi lodu XI w lądolodzie na Antarktydzie. W 1998 roku ukazała się praca stwierdzająca odkrycie tej odmiany w lodzie o wieku rzędu od 102 do 104 lat; jednak późniejsze badania innej próbki o wieku 3000 lat nie potwierdzają tych doniesień.